# SATA Air Açores
Pour les articles homonymes, voir SATA (homonymie) et RZO.
 (signalé en juin 2025).
Si vous disposez d'ouvrages ou d'articles de référence ou si vous connaissez des sites web de qualité traitant du thème abordé ici, merci de compléter l'article en donnant les références utiles à sa vérifiabilité et en les liant à la section « Notes et références ».
- Archive Wikiwix
- Bing
- Cairn
- DuckDuckGo
- E. Universalis
- Gallica
- Google
- G. Books
- G. News
- G. Scholar
- Persée
- Qwant
- (zh) Baidu
- (ru) Yandex
- (wd) trouver des œuvres sur Wikidata

SATA ou Sata Air Açores (code AITA : SP ; code OACI : RZO) est une compagnie aérienne portugaise qui dessert l'archipel des Açores.
L'acronyme SATA est actuellement l'abréviation de Serviço Açoriano de Transportes Aéreos, E.P. (empresa pública, entreprise publique) depuis 1990, sous la tutelle du gouvernement régional des Açores, mais son origine remonte au 21 août 1941 (Sociedade Açoriana de Estudos Aéreos) et son vol inaugural au 15 juin 1947 entre São Miguel et Santa Maria avec un Beechcraft de 7 passagers,

## Histoire
Depuis janvier 2007, SATA Air Açores assure la liaison Funchal (FNC) - Porto Santo (PXO) à la suite de la faillite de la société Aerocondor. En Mai 2009, la compagnie reçoit le premier appareil Bombardier Dash 8-Q200, immatriculé CS-TRB, avec les nouvelles couleurs de SATA Air Açores. Juin 2009, elle reçoit le deuxième Bombardier Dash 8-Q200, CS-TRC. Novembre 2009, partage de codes étendu sur le réseau de TAP Portugal, sur les destinations européennes.
Début 2010, elle se fait livrer les deux premiers Bombardier Dash 8-Q400, immatriculés CS-TRD et CS-TRE, l'un de ceux-ci réalisera sous peu, la liaison Ponta Delgada-Faro via Funchal, et également, les vols Funchal-Las Palmas.

## Groupe et filiales

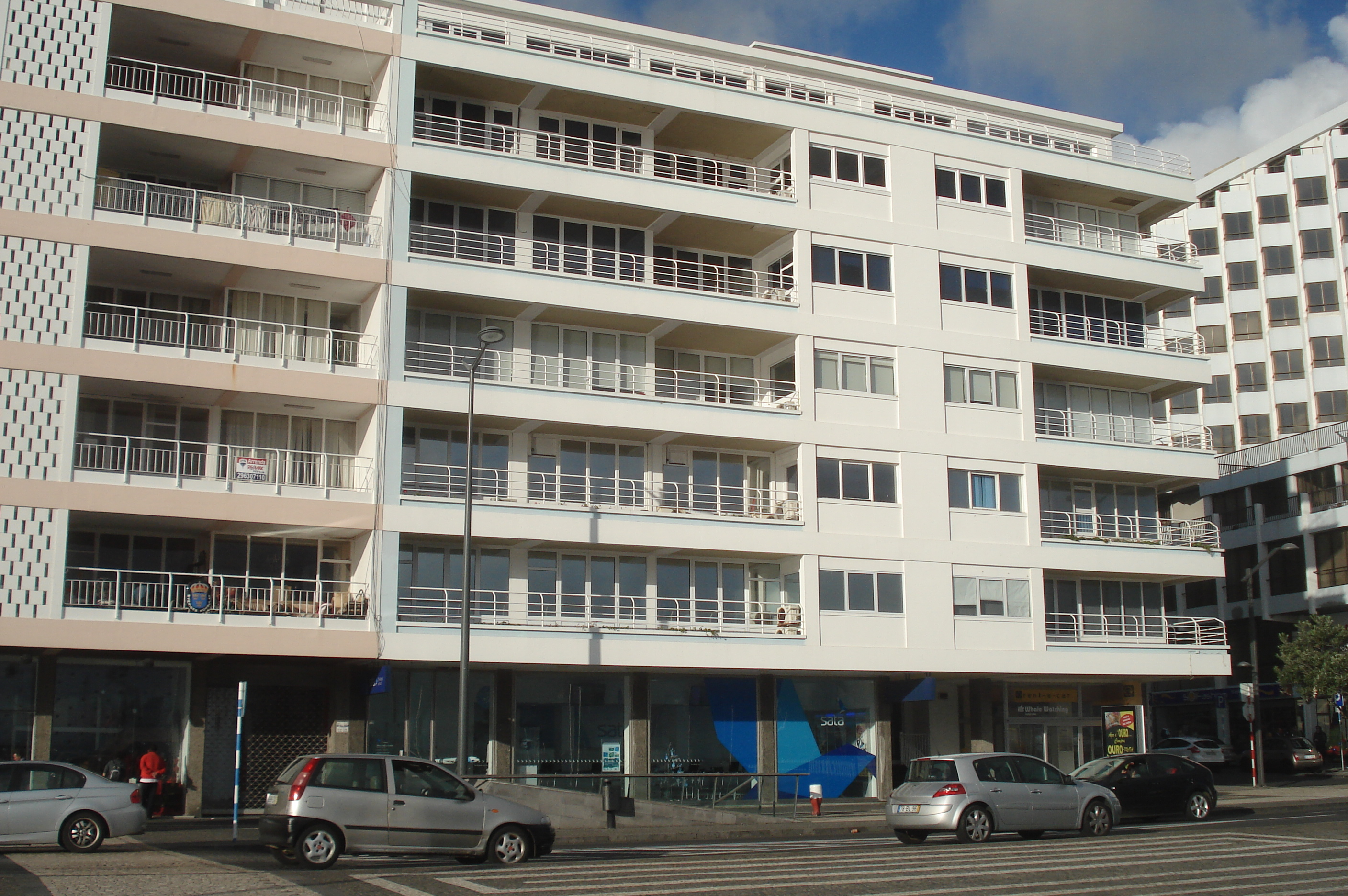
Siège de SATA.

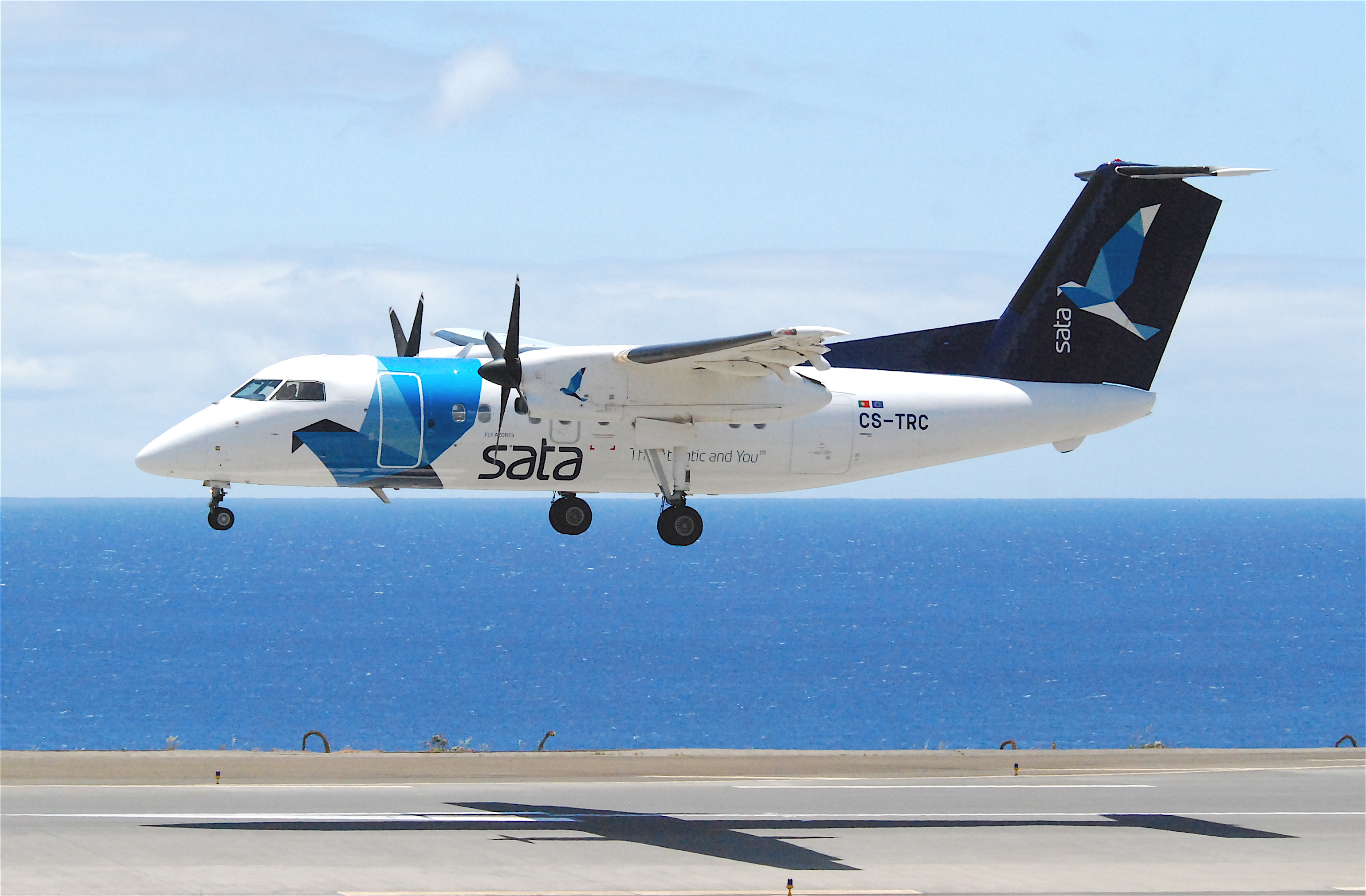
Un Dash 8 Q-200 de Sata Air Açores.

Sata Air Açores fait partie du Grupo SATA qui comprend : SATA SGPS (société mère), SATA Air Açores, Azores Airlines (ex SATA Internacional), SATA Aeródromos, SATA Express, et AZORES Express.
- SATA Air Açores (code AITA : SP ; code OACI : RZO) assure les vols intérieurs dans l'archipel des Açores (9 îles). En 2008, la compagnie opte pour les Bombardier série Q400 Nexgen et Q200, le but est de garantir une plus grande flexibilité et une meilleure gestion des rotations aériennes. La nouvelle flotte, qui comprendra des Q200 et Q400 (4 appareils en commande, avec 2 en options), des avions plus modernes et technologiquement plus évolués, permettront aux passagers de réaliser des vols plus agréables, adaptés aux contraintes des vols inter-iles (Açores et Madère), et également capables de permettre d'envisager un plan d'expansion avec de nouvelles routes dans les prochaines années. La combinaison de Q200 (version combi) avec Q400 Nextgen permettra une gestion des besoins entre les iles plus petites et les routes les plus courtes, avec ces avions de dernière génération, ayant une autonomie de vol plus importante, pour des routes plus lointaines, nommément, l'archipel des Açores, Madère et les Canaries.

- Azores Airlines (ex-SATA International) (code AITA : S4 ; code OACI : RZO) dessert les vols en dehors des Açores, et a pour devise : Dos Açores para todo o mundo...

- SATA Aeródromos est la plus récent des entreprises du Grupo SATA, créée en 2005, elle a pour mission l'exploitation de quatre des neuf aérodromes de l'archipel des Açores : Pico, Graciosa, Corvo, et São Jorge.

- SATA Express, voyagiste fondé en 1985, domicilié à Ontario, au Canada.

- Azores Express, voyagiste fondé en 1985, pour les États-Unis, ayant des bureaux à Fall River, Massachusetts et San José, Californie.

## Destinations
(juin 2025).
Aujourd'hui[Quand ?], ses vols réguliers au départ de Ponta Delgada :
37° 44′ 28″ N, 25° 41′ 53″ O
les vols intérieurs sont réalisés par Sata Air Açores et Sata International : Lisbonne, Porto, Funchal, Porto Santo, Faro (Via Lisbonne), Santa Maria, Terceira, Horta, Sao Jorge, Pico, Flores, et Corvo (via Terceira). Les vols internationaux au départ de Ponta Delgada :   Allemagne, Francfort,  Canada, Toronto, Montréal,  Espagne, Madrid, Barcelone,  États-Unis, Boston, Oakland via Terceira,  Pays-Bas, Amsterdam,  Royaume-Uni, Londres, Manchester, Newcastle,  Suède, Stockholm, et  Norvège, Oslo. En projet Sal,  Cap-Vert.
Vol régulier au départ de Funchal :  Espagne, Las Palmas (Iles Canaries),  France, Paris, et  Portugal, Lisbonne, Porto, Faro
Dans le cadre de son activité charter, elle assure des vols ayant pour destinations :  République dominicaine,  Cuba,  Espagne, Tenerife, et Las Palmas (Iles Canaries).
Au départ des villes suivantes pour des voyagistes :  France, Paris, Lyon, Bordeaux,  Royaume-Uni, Exeter, East Midland,  Irlande, Dublin,  Danemark, Copenhague, et  Suisse, Zurich.

## Flotte

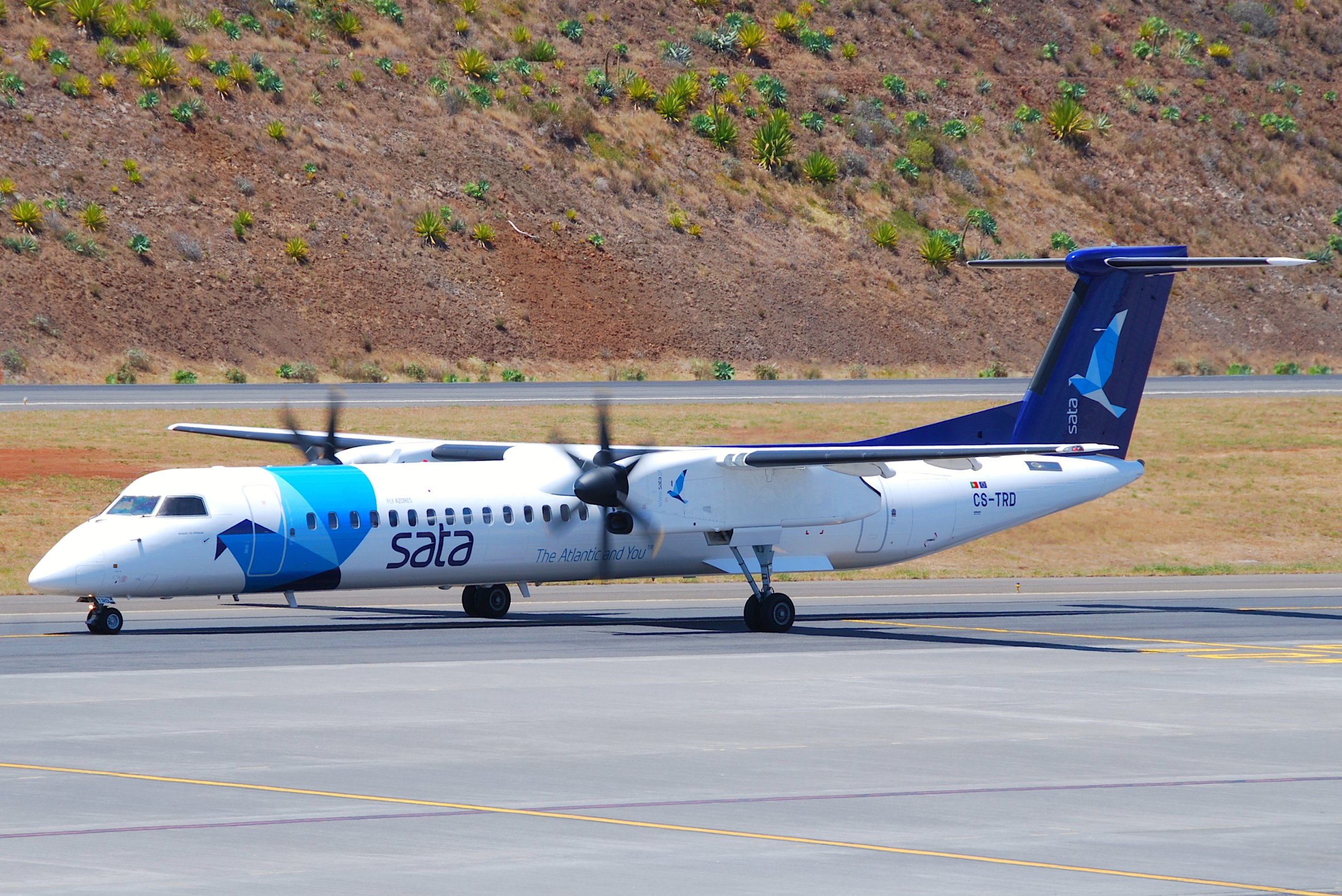
Un avion Dash 8 de la flotte de SATA Air Açores

### Flotte actuelle
SATA Air Açores dispose de la flotte d'avions régionaux suivants (janvier 2021) :

### Ancienne flotte

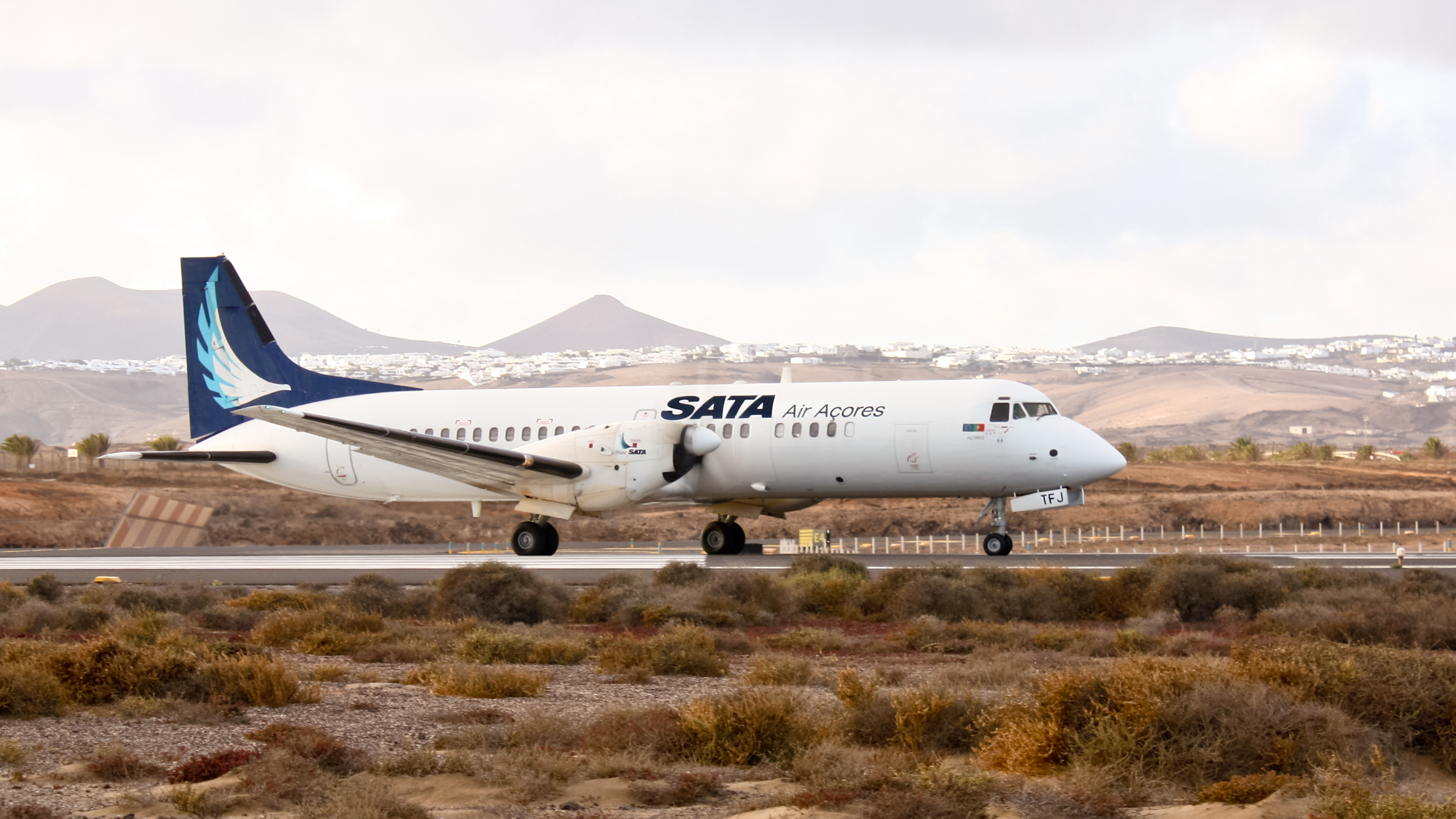
Ancien appareil de SATA Air Acores à Lanzarote (îles Canaries) en 2009

- BAe ATP
- British Aerospace 146
- Douglas DC-3
- Douglas DC-6
- Dornier 228
- Hawker Siddeley HS 748
- de Havilland DH.104 Dove

## Partenariat
En avril 2002, Grupo SATA et TAP Portugal signent un accord de partage de code sur les vols Portugal-Açores, Portugal-Madère. En août 2005, le partenariat a été étendu sur les vols transcontinentaux assurés par Azores Express, dénomination commerciale de SATA International, au Canada et États-Unis, et TAP Portugal à destination ou au départ de Lisbonne, Porto et Funchal (Madère). En avril 2008, le programme de fidélisation SATA Imagine, permettra l'intégration du programme Victoria de TAP Portugal et cela à partir de ce premier semestre.